# Laurent Torregrossa
Pour les articles homonymes, voir Torregrossa (homonymie).
Laurent Torregrossa dit LO, né le 20 février 1964 à Mont-Saint-Martin (France), est un artiste plasticien contemporain français et canadien. Il vit et travaille au Canada.

## Biographie
Laurent Torregrossa naît à Mont-Saint-Martin et grandit dans la région frontalière de Longwy, près de la Belgique et du Luxembourg, à une centaine de kilomètres de la frontière allemande. Son père était tourneur dans la Tréfilerie de Gorcy. 
Il étudie la micromécanique au Lycée Alfred Mézières à Longwy, avant de partir sur la Côte d'Azur pour devenir saisonnier. Il passe le concours d’entrée à l’École supérieure d'art et de design Toulon Provence Méditerranée. 
Dans les années 1990, il participe à de nombreux salons internationaux d’art contemporain et de foires internationales d’art contemporain en Europe. En février 1997, il co-fonde le Collectif International d’Artistes ArtZoom (CIAAZ)  avec Jean-Luc Curabet et HeleneCaroline Fournier qui va en assumer la direction artistique.
Le 12 juillet 1997, il épouse une auteure-scénariste canadienne à la mairie de Ville-Houdlémont et à l’église Saint-Denis de Ville-Houdlémont. Pendant des années, il vit de la vente de ses œuvres et de commandes de peinture réaliste et hyper réaliste, dont des restaurations du patrimoine religieux Lorrain, notamment un chemin de Croix, une commande spéciale du curé de Gorcy[réf. nécessaire]. En 1998, bien qu’il vive toujours à Houdlémont, lieu-dit rattaché à la commune de Ville-Houdlémont (54), il débute des expositions dans des galeries d'art du Vieux-Québec au Canada.
Laurent Torregrossa, dit LO, s’établit définitivement au Canada en décembre 2000, à L'Ancienne-Lorette, en banlieue de Québec. Il devient Canadien en juin 2005, puis déménage dans le quartier Cap-Rouge à Québec en septembre 2006 où il vit depuis. 
Dans les années 2000, il multiplie les expositions personnelles et ponctuelles au Canada, notamment au Québec, au Nouveau-Brunswick et en Ontario, tout en exposant en Europe. En 2007, il devient membre signataire de l’Institut des Arts Figuratifs (IAF) au Québec ainsi que membre de l’Académie Internationale des Beaux-Arts du Québec (AIBAQ). Il est nommé Académicien en 2007. En 2009, il participe à l’exposition RegArts contemporains, une exposition à Longwy sur les remparts de Vauban[réf. souhaitée]. L’exposition des œuvres originales est présentée à la Mairie de Longwy et les œuvres sont reproduites sur des toiles plastifiées de 3 × 4 mètres disposées sur les remparts de la ville[réf. souhaitée].  Laurent Torregrossa, dit LO, reste attaché à ses racines lorraines et expose régulièrement en duo avec Bernard Hild de Mont-Saint-Martin, un photographe et peintre professionnel. Plusieurs de ces duos sont présentés dans la région du Pays Haut, notamment au puits de siège situé sur la Place du Colonel Darche à Longwy[réf. nécessaire]. En 2015, au Canada, il fait trois expositions personnelles intitulées L’Odyssée .  (L’Odyssée, le Départ / L’Odyssée, l’Aventure / L’Odyssée l’Arrivée) qui forment une rétrospective de carrière, l’une des plus importantes expositions réalisées au Canada depuis qu’il y vit. En 2018, l’Académie Internationale des Beaux-Arts du Québec (AIBAQ) le nomme Maître en Beaux-Arts . En 2019, il devient membre statutaire du Bureau des regroupements des artistes visuels de l’Ontario.
Laurent Torregrossa, dit LO, est dans quelques collections muséales au Canada.  Il a d’ailleurs présenté une exposition personnelle au Musée Marius-Barbeau  de St-Joseph-de-Beauce et une exposition collective au Musée Laurier de Victoriaville. Plusieurs de ses œuvres se retrouvent aujourd’hui dans la collection muséale du Musée de Ballet de Québec. Depuis le 1er décembre 2018 , il présente une exposition personnelle de 107 toiles, de façon permanente, au Musée d’art contemporain VR 3D (MAC VR3D), un musée virtuel géolocalisé sur la Place du Colonel Darche à Longwy.
En 2018-2019, il parcourt les provinces de l’Atlantique dans le but de prendre en photo des ports de pêche de la Nouvelle-Écosse, du Nouveau-Brunswick et de l’Île-du-Prince-Édouard pour peindre une série de bateaux typiques de l’Est du Canada.

### Prix et distinctions
- 2018: Titre de « Maître en beaux-arts », Académie Internationale des Beaux-Arts du Québec [11]
- 2018: Prix Internation’ART 2018 (vote du public) – Internation’ART, 8e édition[12].
- 2018: Prix honorifique du Développement culturel 2018 – Internation’ART 8e édition (Canada)
- 2017: Prix Internation’ART 2017 (vote du public) – Internation’ART, 7e édition
- 2017: Grand Prix de Peinture du CIAAZ (vote du public)
- 2016: L’œuvre “Aux Quatre Vents”, jugée remarquable par le jury, Salon d’automne de la Ville de Talange (France)
- 2016: Prix Internation’ART 2016 (vote du public) – Internation’ART, 6e édition
- 2016: Distinction honorifique – Internation’ART 6e édition (Canada)
- 2016: Grand Prix d’aquarelle du CIAAZ (vote du public)
- 2015: Prix Internation’ART 2015 (vote du public) – Internation’ART, 5e édition
- 2015: Grand Prix de Peinture du CIAAZ (vote du public)
- 2014: Prix Jules Bastien-Lepage [13]
- 2014: Prix Internation’ART 2014 (vote du public) – Internation’ART, 4e édition[14].
- 2014: 1er Prix du 18e Salon International de Peinture et Sculpture d’Audun-le-Tiche (France) dans la catégorie huile et acrylique [15]
- 2013: Prix Internation’ART 2013 (vote du public) – Internation’ART, 3e édition[16].
- 2011: Grand Prix de Peinture du CIAAZ (vote du public)[17].
- 2010: Prix du Public (Maison des Arts et de la Culture de L’Ancienne-Lorette) – Exposition “Nos Cousins Français” 2010
- 2010: Président d’honneur – Nos Cousins Français [18]
- 2009: Grand Prix de Peinture du CIAAZ (vote du public)
- 2009: Président d’honneur – La Grande Exposition Internationale d’ArtZoom
- 2008: Grand Prix de Peinture du CIAAZ (vote du public)
- 2007: Titre d’« Académicien », Académie Internationale des Beaux-Arts du Québec
- 2003: Certificat de reconnaissance en tant qu’artiste de niveau international par une agence d’artistes au Canada
- Années antérieures à 2000: Nombreux prix public lors d’expositions en Europe
- De 1989 à aujourd’hui: Nombreuses sélections avec jury
- etc.